# 배란

이 도표는 시간 경과를 기준으로 배란 주기, 여성 간 차이, 중간 주기에 따른 호르몬 변화를 나타낸다.

배란(排卵, 영어: ovulation)은 성숙한 난포가 파열하여 난자를 배출하는 여성의 월경 주기의 한 과정이다. 배란은 다른 젖먹이 짐승들의 성주기에서도 나타나는데, 월경 주기와는 근본적인 수많은 차이점들이 존재한다. 배란이 임박한 시기를 배란기라고 한다.

## 과정
- 모낭 형성(Folliculogenesis)
- 전배란기(난포기, 곧 여포기)
- 배란기
- 후배란기(황체기)

## 같이 보기
- 배란통
- 월경 주기